# Wargame (hacking)
Cet article concerne le concours de cybersécurité. Pour d'autres termes similaires, voir Jeu de guerre.
Pour les articles homonymes, voir Wargame.

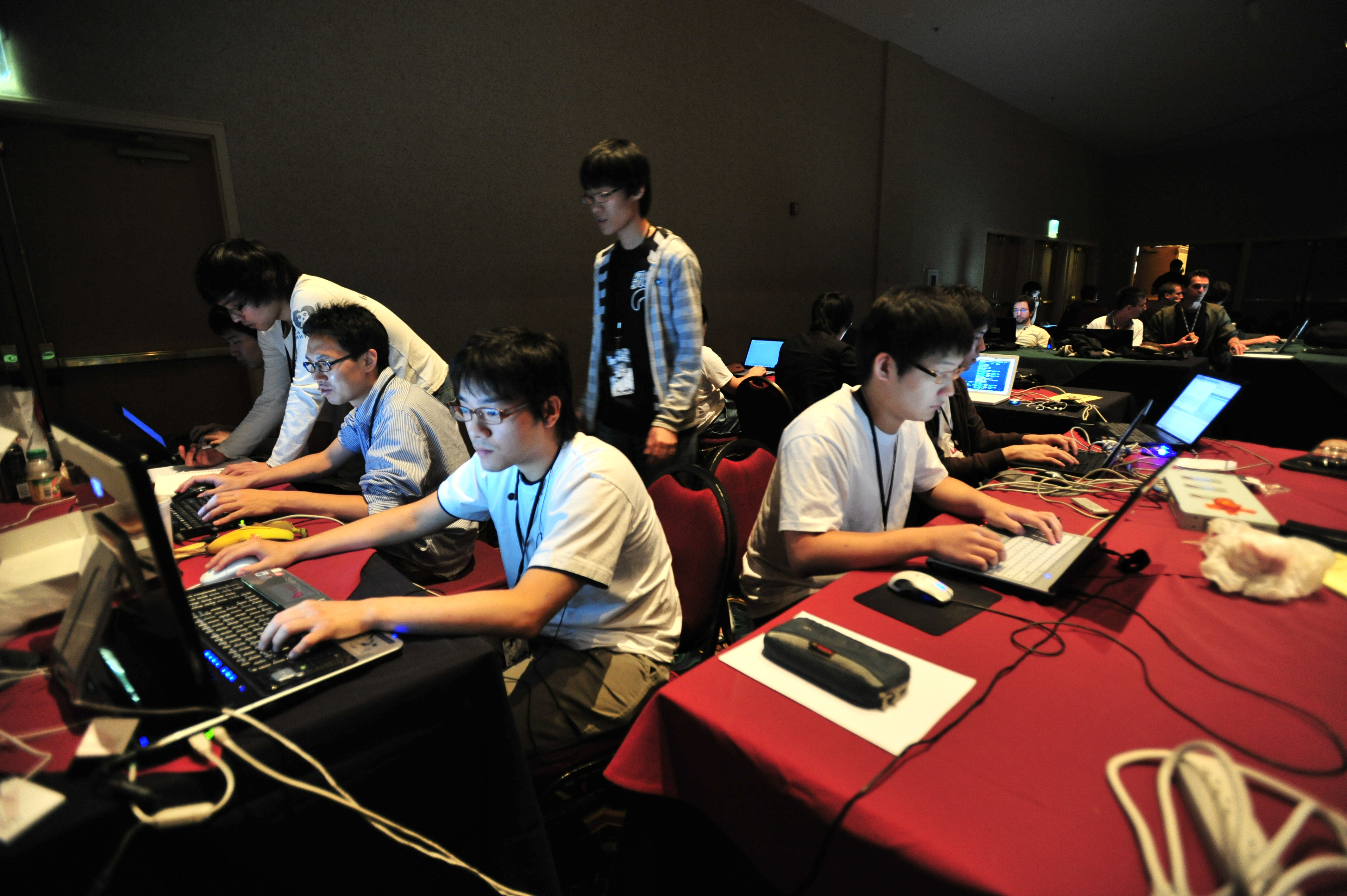
Une équipe japonaise lors d'une capture du drapeau à la DEF CON en 2009.

Dans le domaine du hacking, un wargame (ou jeu de guerre) est un défi de cybersécurité et un jeu de l'esprit dans lequel les concurrents doivent exploiter ou défendre une vulnérabilité dans un système ou une application afin de gagner ou empêcher l'accès à un système informatique,,.
Un wargame implique généralement une logique de capture de drapeau basée sur un test d'intrusion, des attaques d'URL sémantiques (en), l'authentification basée sur la connaissance (en), la cassage de mot de passe, l'ingénierie inverse des logiciels (surtout JavaScript, Adobe Flash et le langage assembleur), l'injection de code, les injections SQL, le cross-site scripting, l'usurpation d'adresse IP, l'expertise judiciaire et autres techniques de piratage informatique.